# Crithagra mennelli
El serín orejinegro (Crithagra mennelli) es una especie de ave paseriforme de la familia Fringillidae propia del sureste de África.

## Distribución
Se encuentra en Angola, Botsuana, República Democrática del Congo, Malawi, Mozambique, Namibia, Sudáfrica , Tanzania, Zambia y Zimbabue. Su hábitat natural son forestas subtropicales o tropicales y sabanas secas.